# Пиротско сражение
Пиротското сражение е сражение през Сръбско-българската война (1885), което се провежда на 14 и 15 ноември (26 и 27 ноември нов стил) 1885 г. между Западния корпус на българската войска и сръбската Нишавска армия.

## Предистория
След като тридневното отбранително сражение при Сливница (5 – 7 ноември), завършва с победа, българската армия преминава в контранастъпление. Българските войски водят успешни боеве при Гургулят (7 ноември) и Драгоман (10 ноември), и достигат до Пирот. Там сръбската Нишавска армия заема отбранителни позиции при височините източно от града.

## Състав на войските и командване

### Западен корпус
Западният корпус е под командването на подполковник Данаил Николаев и има следния състав:
- Отряд на капитан Паница в състав 1 запасна рота, 6 чети опълченци, 400 доброволци харамии – общо около 1600 души
- Отряд на капитан Бендерев
- Колона на майор Гуджев в състав 9 дружини, 2 ескадрона, 1 полска и 1 планинска батарея – общо около 9000 души
- Колона на майор Муткуров в състав 6 дружини и 1 батарея – общо около 6000 души
- Колона на капитан Никифоров в състав 4 дружини и 1 батарея – общо около 4000 души
- Колона на майор Стоянов в състав 4 дружини, 2 ескадрона и 1 планинска батарея – общо около 4000 души
- Отряд на капитан Попов в състав 4 дружини, 1 ескадрон и 2 батареи – общо около 4000 души
- Резерв, командван от подполковник Димитър Филов, като първи ешелон се състои от 6 дружини, 2 батареи и 7 ескадрона, втори ешелон от 6½ дружини, 3 батареи и трети ешелон от 1-ва (9-а опълченска) и 2-ра Софийска доброволческа дружина. Сред дружините е и 3-та хасковска дружина.

## Съсредоточаване на войските и настъпление
Нишавската армия е под командването на крал Милан и в състава ѝ влизат Шумадийската, Дунавската, Дринската, Моравската дивизия и една конна бригада.
Военните действия при Пиротското сражение се развиват на т.нар. Пиротска позиция. Тя обхваща хребетите Пърчовец, Бошурата, Северен и Южен Черни връх.

### Западен корпус
Вечерта на 12 ноември отрядът на капитан Паница се намира в района на село Ръжана, дясната колона в чийто състав е отряда на капитан Бендерев се намира в района на Радейна, като авангардът му е при село Петърлаш. Войските на централния фланг заема височините в района на Остри връх, северно от Цариброд и в района на Нешков връх, западно от Цариброд. Войските от левия фланг са съсредоточени в района на височините при село Желюша. Отрядът на капитан Попов е съсредоточен при село Бански дол, като една пехотна дружина е оставена при Трън. Резервът се намира край Цариброд.
След като на 13 ноември българското командване взема решение да настъпи към Пирот с всички сили, командването на Западния корпус издава заповед за настъпление. Отрядът на капитан Паница настъпва от с. Ръжана към Пирот, колоната на майор Гуджев от района на с. Петърлаш и с. Радейна през Крупец към Пирот, колоната на майор Муткуров от Остри връх (северно от Цариброд), по десния бряг на р. Нишава към Пирот, колоната на капитан Никифоров от района на с. Милойковци настъпва успоредно на шосето Цариброд-Пирот, колоната на майор Стоянов от района на с. Желюша, през Планиница към Суковския мост. На отряда на капитан Попов е заповядано да настъпи от района на с. Бански дол към Суковския мост, където трябва да се присъедини към частите на майор Стоянов.
Резервът е изпратен по шосето Сливница-Пирот на два ешелона, като в първия влизат 6 пехотни дружини и 2 батареи, а във втория около 12 пехотни дружини и 2½ батареи. Първият ешелон от резерва е следван от конната бригада.

### Нишавска армия
Шумадийската дивизия е съсредоточена в района на височините Пърчовец, Черни връх и Провалия, Дунавската дивизия западно от нея в района на хребет Сърлъка, Дринската дивизия южно от Пирот в района на височините Черни връх, Келташ и Забел. В резерв е оставена Моравската дивизия, която е разположена в района на Чари чифлик

## Ход на военните действия

### 14 ноември
На 14 ноември сутринта българските войски разбиват сръбските прикриващи части по границата и настъпват към Пирот. Към 15 часа същия ден първите подразделения влизат в бой с противника.
На левия фланг тежки боеве водят колоната на майор Стоянов и отрядът на капитан Попов с Дринската дивизия. Отрядът на капитан Попов е развърнат срещу височините Диван и Черни връх, атакува противника и до вечерта завзема височините.
На десния фланг колоната на майор Гуджев настъпва срещу хребета Пърчовец и успява да разбие 10-и сръбски пехотен полк от Шумадийската дивизия и той е принуден да отстъпи.
След успеха на левия фланг започва настъплението и на останалите колони в центъра – на майор Муткуров и капитан Никифоров. Колоната на майор Муткуров достига до с. Ръжана и до вечерта се приближава до Пирот. При опита да влезе в града е обстрелвана от артилерия и заема огневи позиции при хребетите Провалия и Хисарлъка. В този район е съсредоточена почти цялата артилерия на Нишавската армия. Колоната попада под пушечния огън на 9-и пехотен и 1-ви конен полк, но значителните сили с които разполага майор Муткуров (в първи ешелон 1-ва и 4-та дружина от Приморския полк и 3-та казанлъшка дружина и във втори ешелон 2-ра дружина от Приморския полк и 2-ра и 3-та дружина от 3-ти бдински полк), дават възможност атаката да се засили, българските части се подготвят за атака „На нож“, но противникът се оттегля към с. Градешница.
Моравската дивизия междувременно насочва 2 батальона за защита на града, но са увлечени от отстъпващите войски на Шумадийската дивизия.
По време на ожесточените удари на левия фланг на Пиротската позиция загубите на българските части са 48 убити, 136 ранени и 27 безследно изчезнали. Сръбските загуби са още по-големи – 67 убити, 134 ранени и 85 пленени.
През нощта срещу 15 ноември сръбската армия се прегрупира, като Шумадийската дивизия заема позиции между селата Добри дол и Нишор, Дунавската защитава височините западно от Пирот, а Дринската се оттегля към Моравската дивизия, която до това време е била във втори ешелон. С това сръбските войски от първи ешелон са отслабени и двата ешелона имат равномерно разпределение на силите.

### 15 ноември
На 15 ноември сутринта настъплението е подновено. Колоната на майор Гуджев настъпва към Шумадийската дивизия, и въпреки численото превъзходство (9 батальона срещу 16 батальона на сърбите), те са отхвърлени от с. Нишор и хребета Провалия, и отстъпват към река Темска.
Отстъплението на Шумадийската дивизия въвлича и Дринската дивизия, вследствие на което колоната на майор Гуджев и отрядът на капитан Паница преминават в преследване.
На левия фланг българската войска овладява височината Келташ. Сръбската войска е напълно разстроена и започва оттегляне, а българската армия преминава в преследване.
В сражението при Пирот от сръбска страна загиват 700 души, а 560 са ранените. Загубите на българската войска достигат 1050 убити и ранени, и 165 души безследно изчезнали.
След убедителната победа при Пирот, на 16 ноември българската армия се готви да атакува Ниш. В щаба на армията е австро-унгарският пълномощен министър в Белград граф Кевенхюлер, който предупреждава, че при по-нататъшно настъпление българската армия ще срещне австро-унгарски войски.
Този ултиматум слага край на Сръбско-българската война. На 16 ноември 1885 г. България и Сърбия сключват примирие.

## Памет
На Пиротското сражение е наречена улица „15-и ноември“ в Центъра на София (Карта).